# John William Lindt
John William Lindt (1845 Frankfurt nad Mohanem, Německo - 1926) byl jedním z předních australských fotografů 19. století narozený v Německu. Je známý svými aranžovanými a studiovými portréty domorodých lidí. Byl členem Royal Geographical Society.

## Život a dílo
Do australského Graftonu přijel asi v roce 1862, kde spolupracoval s fotografem Conradem Wagnerem. V období 1873-1874 pořídil sérii portrétních snímků australských domorodců z okolí řeky Clarence River. V roce 1876 se přestěhoval do Melbourne, kde založil vlastní studio a úspěšně se věnoval portrétní fotografii. V 80. letech podnikl cesty na Papuu Novou Guineu.

## Galerie

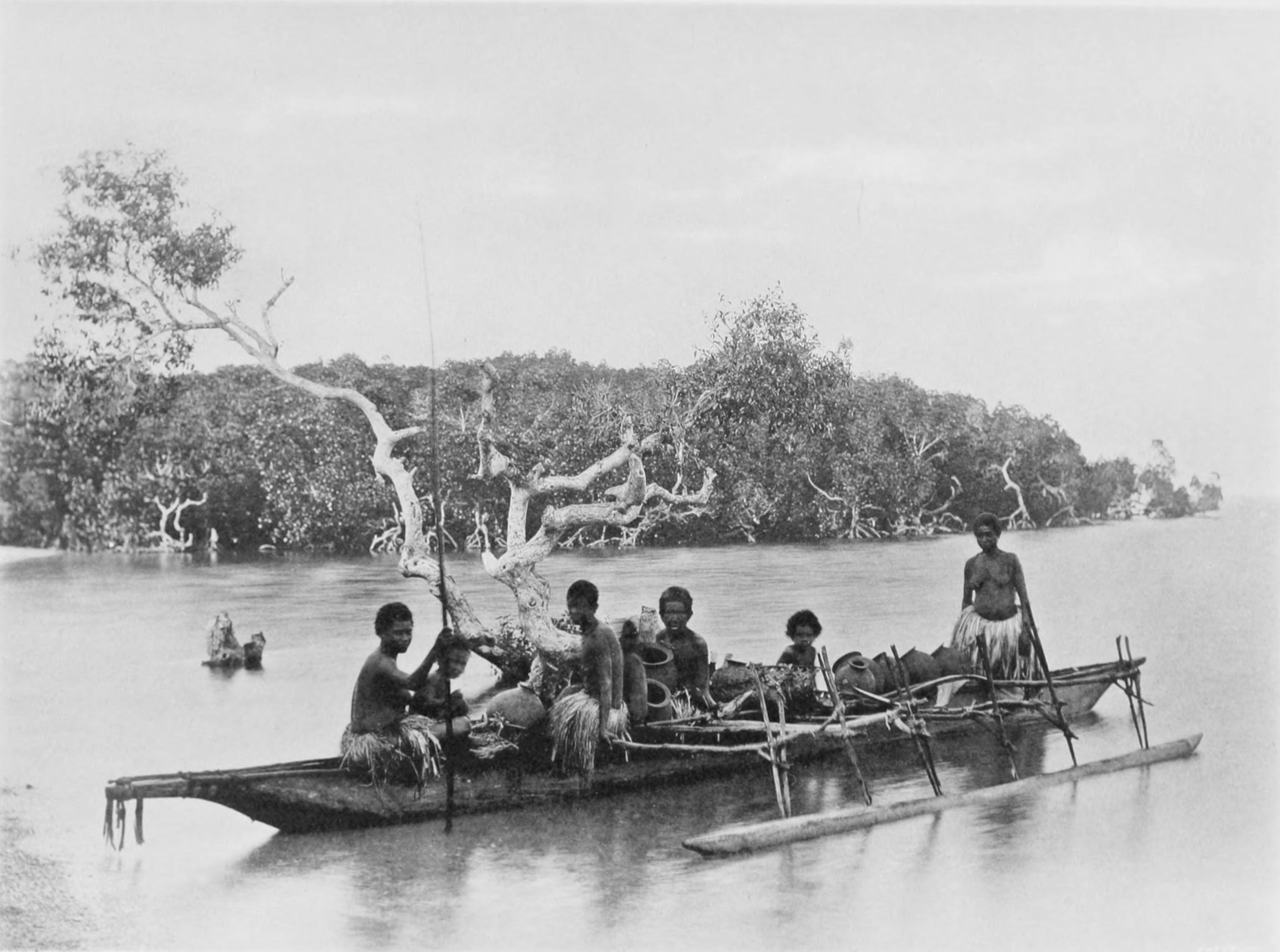
Ženy Tupuselei jedou pro vodu
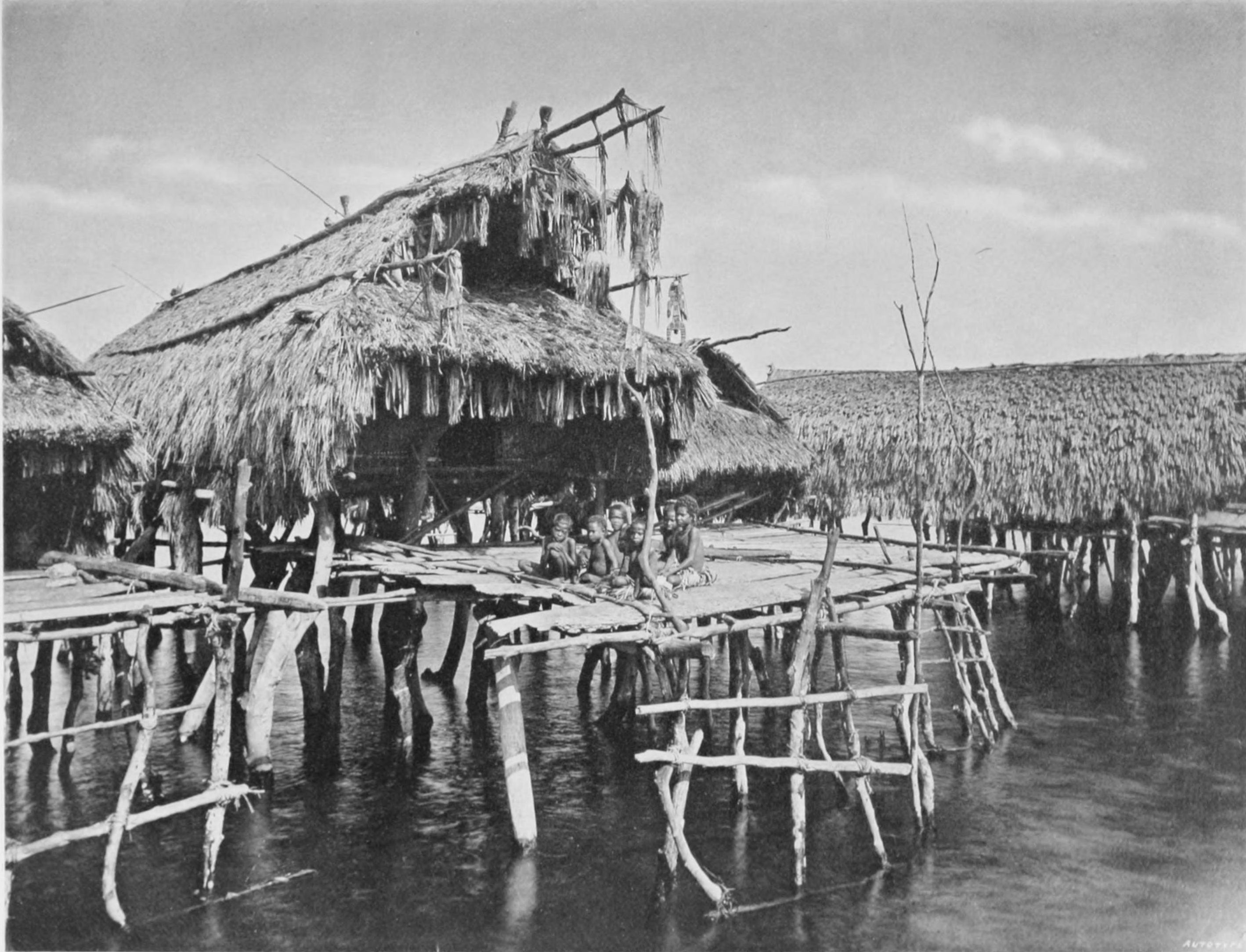
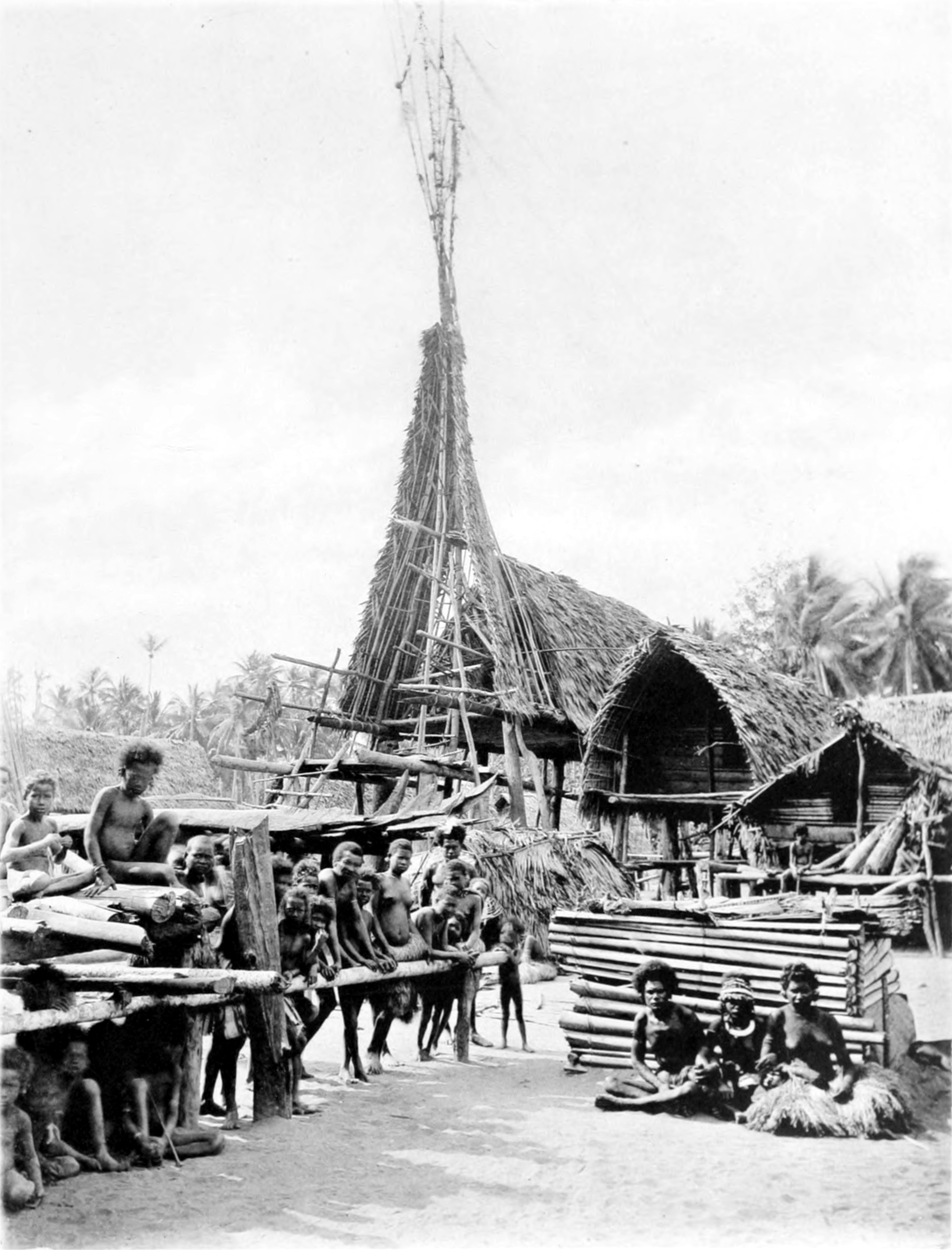
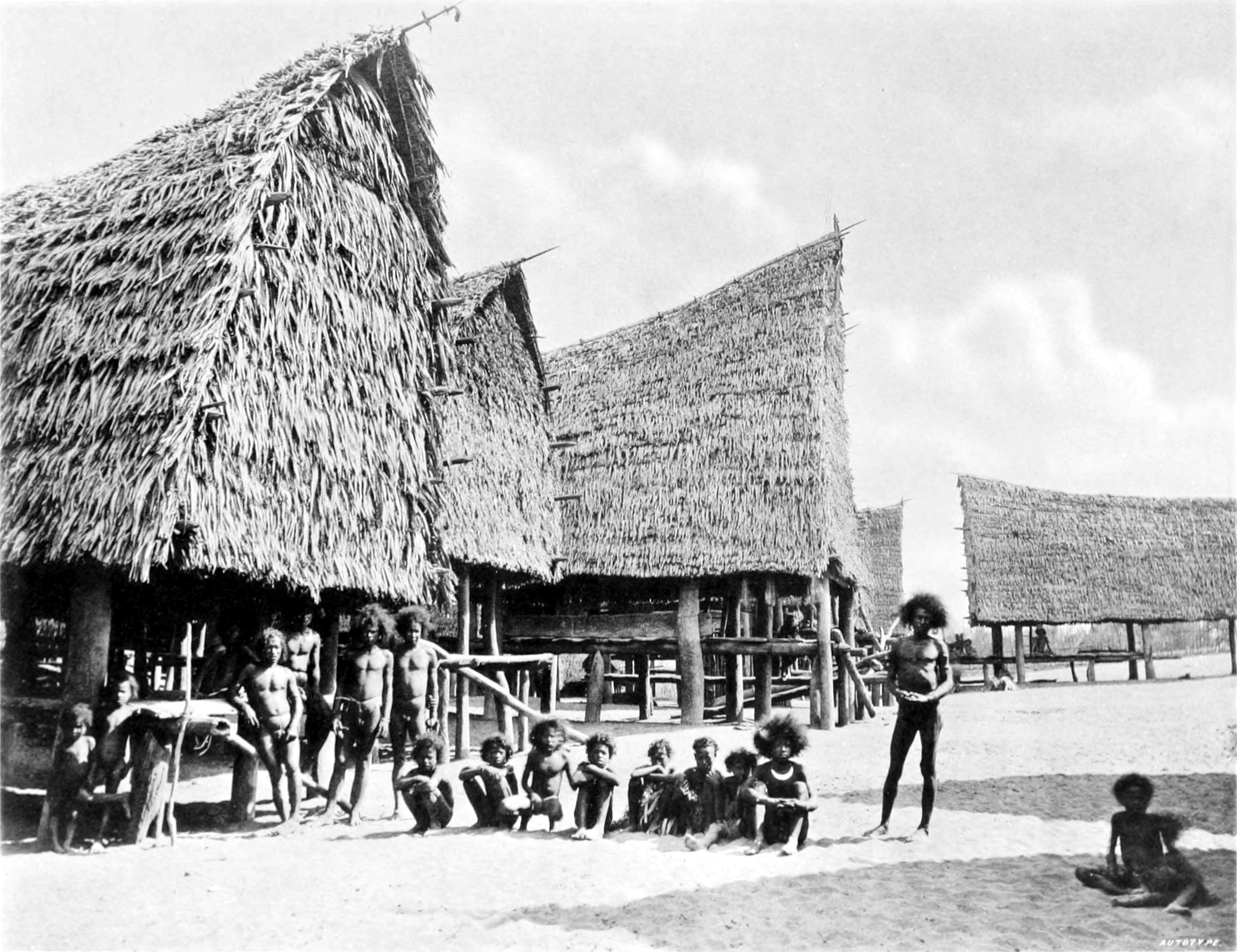
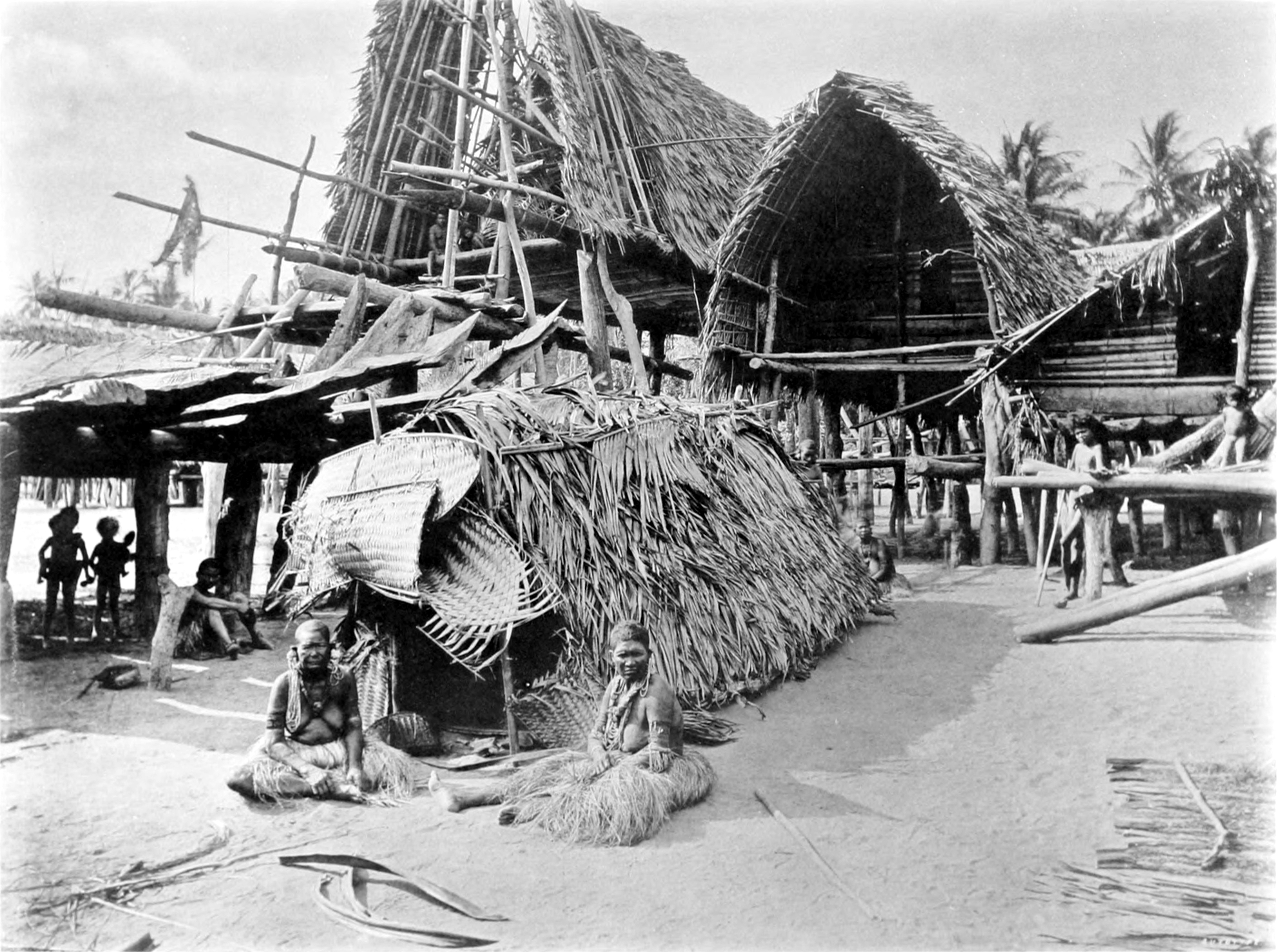
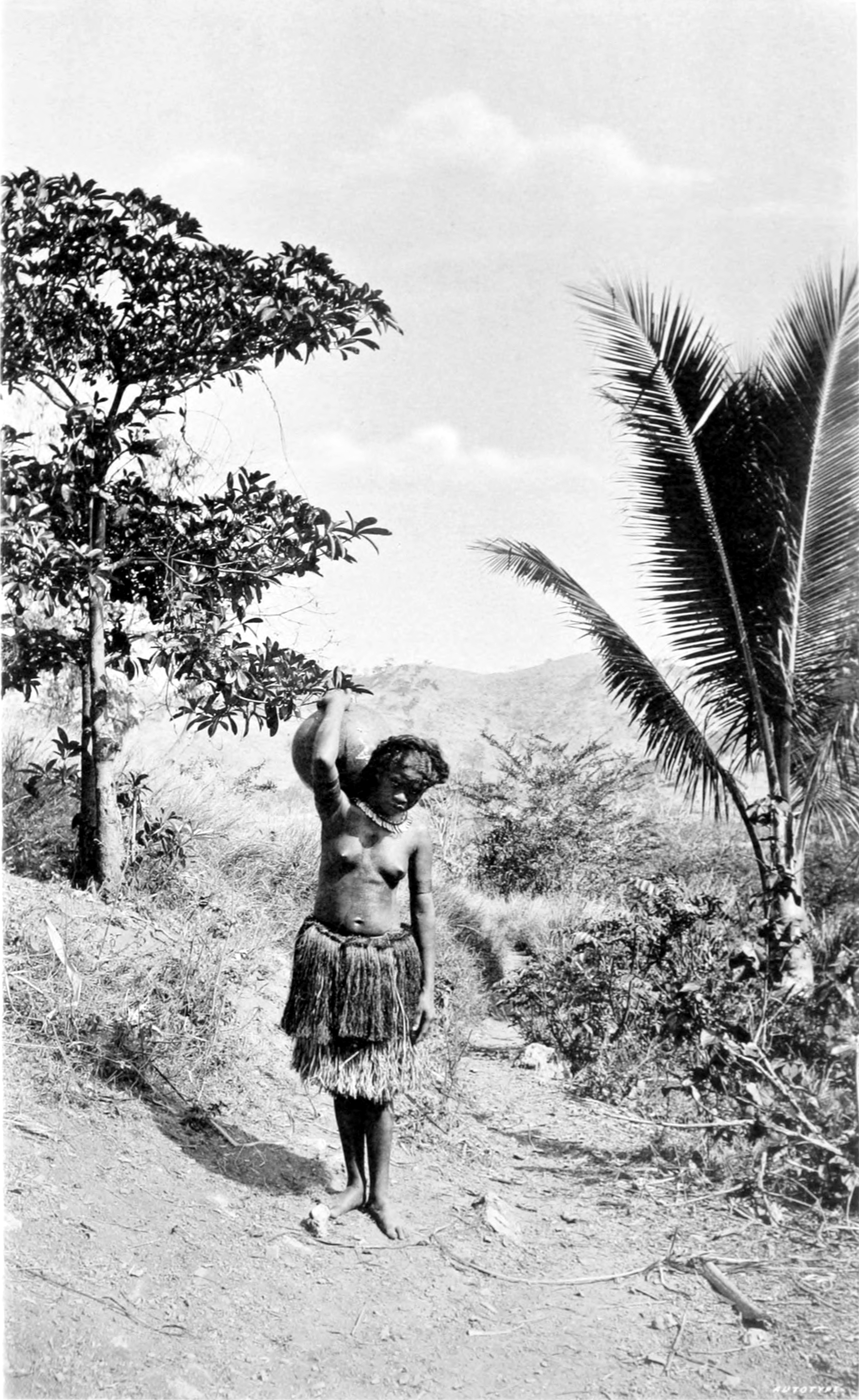
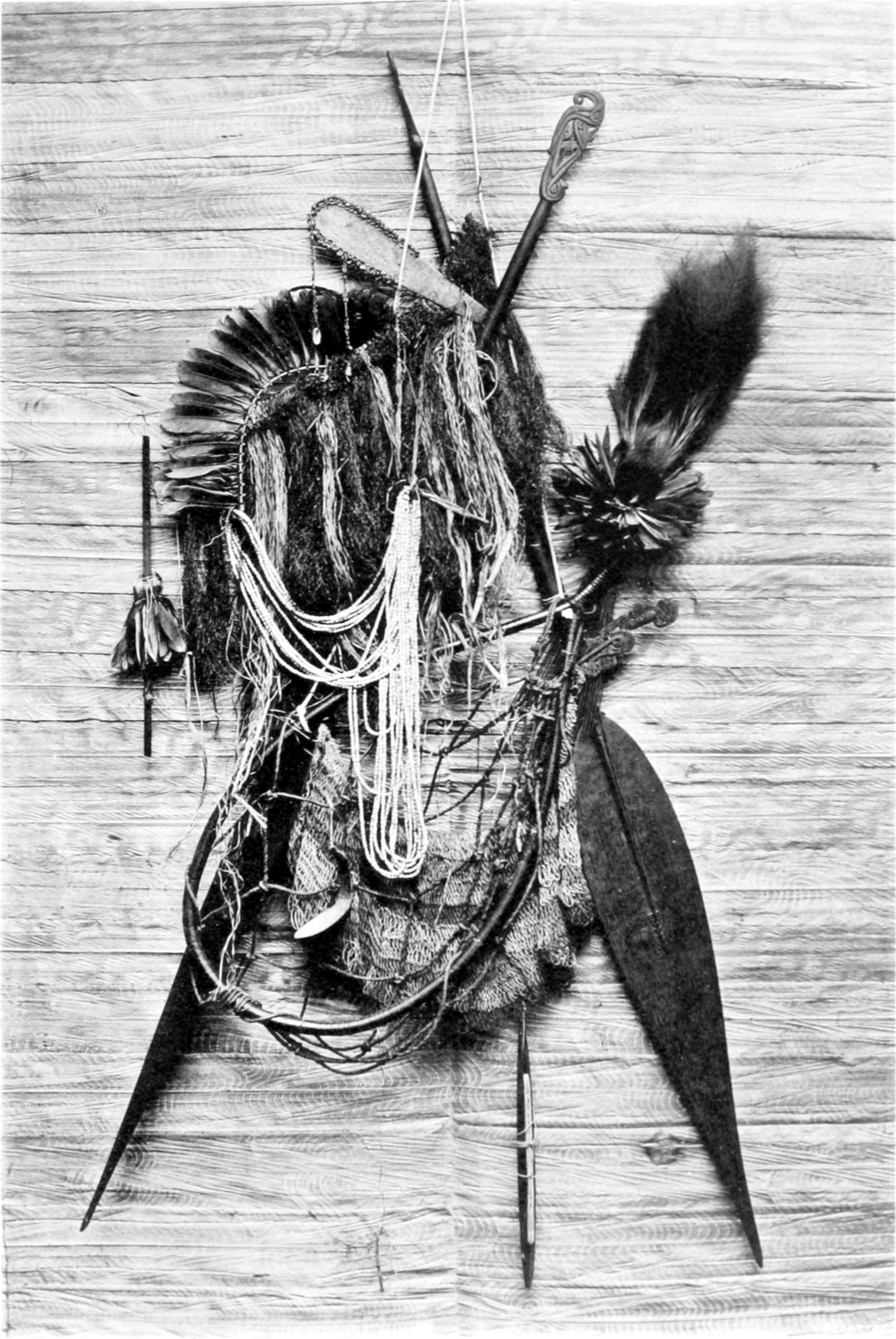
deska z knihy Picturesque New Guinea
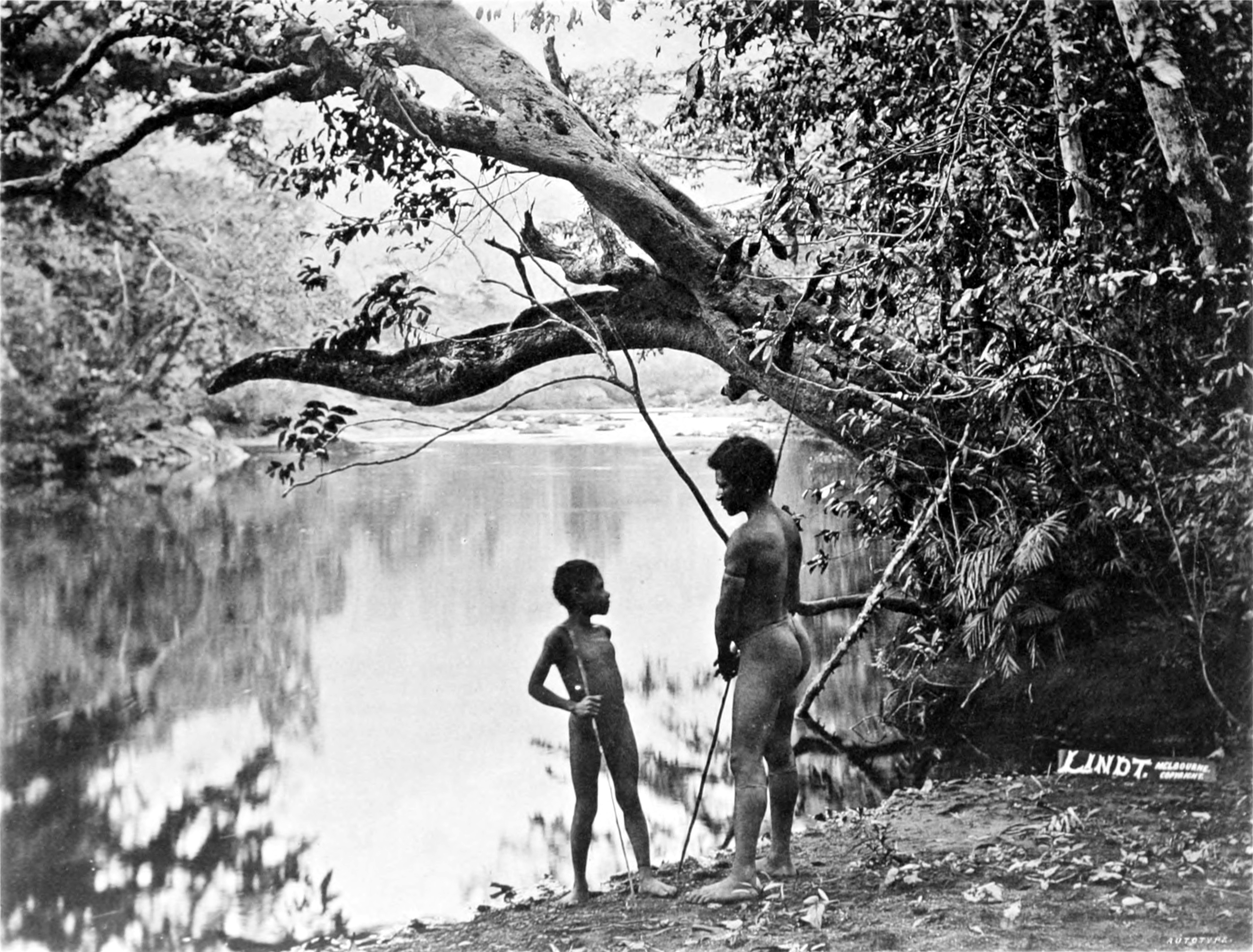
Lov aligátora, deska z knihy Picturesque New Guinea
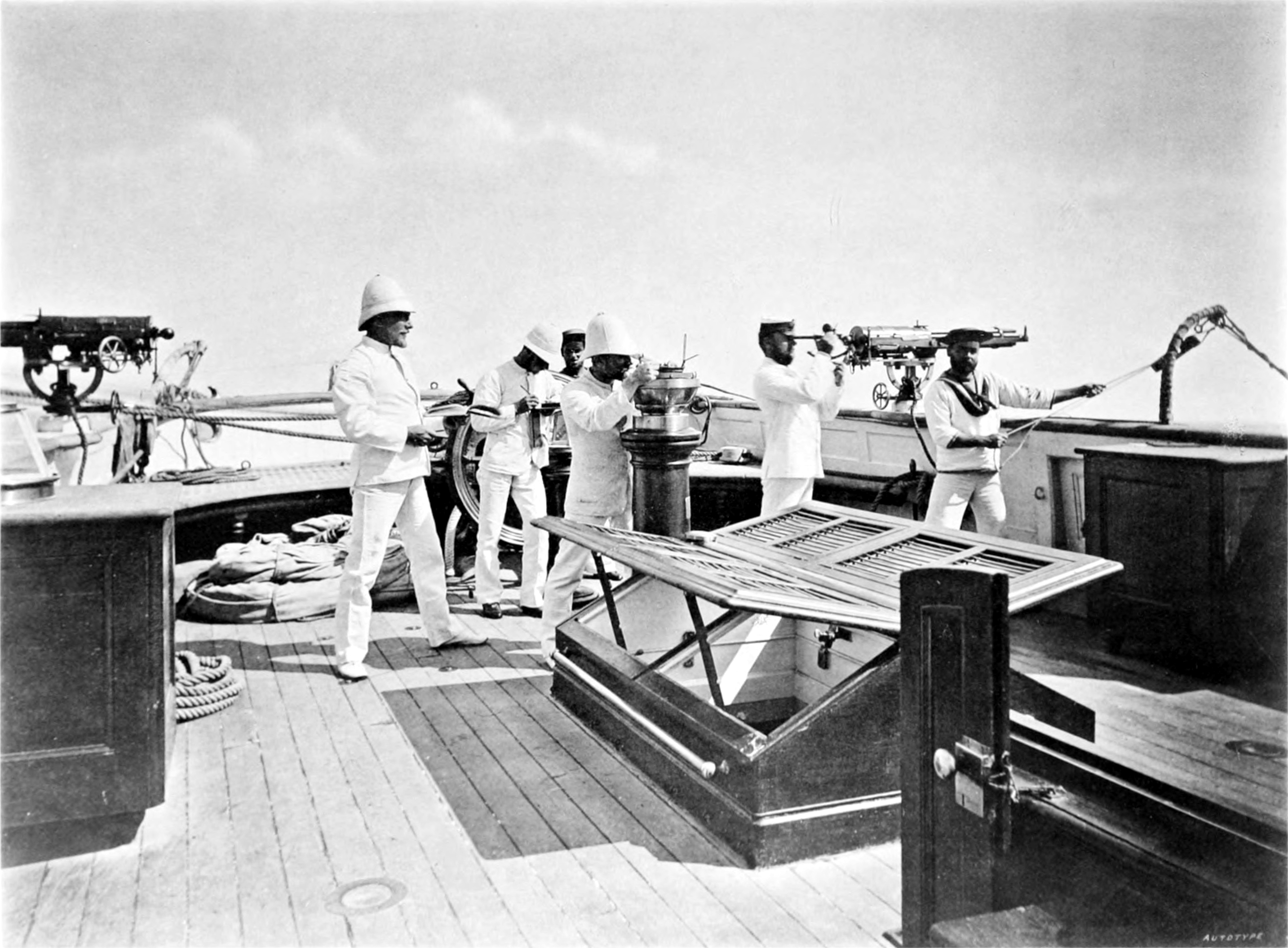
Cesta domů z britské Nové Guineje na palubě HMS Dart
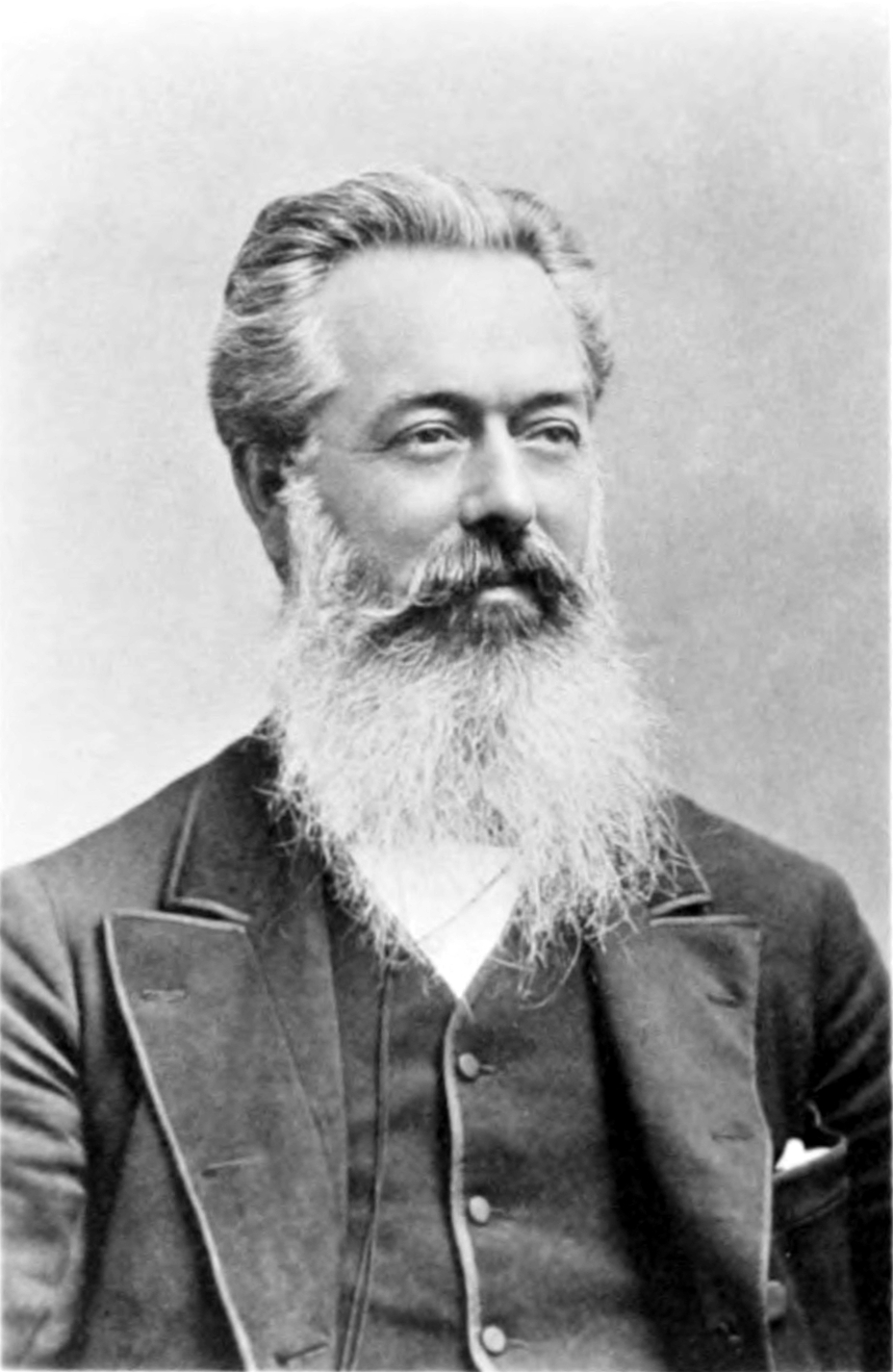
Misionář reverend S. McFarlane, 1887

## Publikace
- Picturesque New Guinea